# Got to Be There (chanson)
Cet article concerne la chanson de Michael Jackson. Pour l'album du même chanteur, voir Got to Be There.
Singles de Michael Jackson
Rockin' Robin
(1972)
Pistes de Got to Be There
In Our Small Way
(4) Rockin' Robin
(6)
Got to Be There est une chanson de Michael Jackson sortie en single en 1971. Elle est le premier single de l'artiste en solo. Elle est par ailleurs la chanson-titre du premier album solo du jeune chanteur, Got to Be There, enregistré sous le label Motown et sorti en 1972.

## La Chanson

### Genèse
Got To Be There est à la fois le titre du tout premier album et celui du premier single solo de Michael Jackson. Selon Graham Betts, le lancement de la carrière du jeune artiste tient d'une rivalité artistique qu'il fallait concurrencer. Car dans le même temps que les Jackson Five, un autre groupe familial, nommé The Osmonds, plafonne en tête des charts dès 1970, avec le tube One Bad Apple. Cette rivalité est jusque-là saine et nourrit même par  un esprit de compétition qui favorise les ventes de disques pour les deux groupes. Les cinq frères de Gary n'ont guère de soucis à se faire tant ils cumulent les succès. Les règles de la partie changent à l'été 1971, quand MGM Records décide de propulser Donny Osmond, le cadet de la famille, dans une carrière solo. Son single Go Away Little Girl arrive immédiatement en tête du Billboard, ce qui déplaît fortement aux dirigeants de Motown et surtout Berry Gordy. Jusque-là, aucun projet ni once de réflexion n'avaient été engagés autour d'une éventuelle carrière solo du jeune Michael Jackson. Un constat s'impose toutefois : le potentiel du prodige de la Motown surpasse celui de Donny Osmond. Berry Gordy n'est vraisemblablement pas enchanté à l'idée de mettre son jeune poulain en avant si tôt, et, de même, Joe Jackson doit sans nul doute se dire obligé de rappeler les valeurs d'un groupe uni, familial et indivisible. Pourtant, Berry Gordy donne finalement son accord. Il charge Hal Davis de s'occuper du projet. L'album est monté très vite avec son lot de habituel de reprises et quelques créations, dont le somptueux Got To Be There, composé par Elliot Willensky. La chanson parle d'amour et plus particulièrement d'une attente nourrie d'un fervent espoir. Michael chante à merveille sous l'impeccable direction vocale de Willie Hutch. Quelques notes de clavecin en introduction, et sans même laisser le morceau se dévoiler plus en avant, la voix de Michael explose dans les hautes notes, comme s'il voulait faire la démonstration évidente de ses capacités vocales. Donny Osmond n'a qu'à bien se tenir![non neutre]

### Réalisation
Got To Be There a été enregistré en juin 1971 dans les studios de la Motown à Los Angeles. Berry n'aime pas le mix initial réalisé pour la chanson ni le fait qu'il s'agit encore d'une ballade, car le groupe vient d'enchaîner la sortie et la promotion de quatre romances jusqu'à ce que Maybe Tomorrow manque d'entrer dans le Top 10 américain. Le titre est retravaillé et sort finalement en single, sans grand espoir de la part de la Motown. Si Got To Be There ne gagne pas la place du Top, qu'occupe Go Away Little Girl de Donny Osmond, il trouve une honorable et comfortable quatrième position au classement Billboard. Les critiques qui accueillent l'album sont plutôt encourageantes et les élans solo de Michael Jackson favorablement accueillis. Vince Aletti, du magazine Rolling Stone, en parle à l'époque :
Sur Got To Be There, la voix de Michael fait écho et tourbillonne, murmure et pleure avec cette pureté incroyable : "Oo-oh what a feeling there'll be, the moment she says she loves me" (Oo-oh, quel émotion vais-je éprouver au moment où elle me dira qu'elle m'aime). C'est une combinaison étrange d'innocence et de professionnalisme, de sentiment réel et de calcul attentif qui est fascinant et finalement durable.
Michael interprète le morceau à la télévision, mais trop rarement en direct, comme lors de l'émission "Hellzapoppin" le 1er mars 1972.
La même année, Smokey Robinson enregistre la chanson pour l'album des Miracles "Flying High Together", puis en 1973, c'est au tour de Diana Ross de la mettre sur bande pour le projet "Touch Me In The Morning".
La chanson est finalement écartée de la sélection finale mais rendue en 2009 sur l'édition expanded de l'album éditée chez Hip-O Select.

## Crédits
Écrit et composé par : Elliot Willensky
Durée : 3'23
Musiciens :
• Michael Jackson : voix principale
• Chœurs : (?)
• Musiciens : (?)
Enregistrement :
Motown Recording Studios, Los Angeles : juin 1971

Équipe technique:
• Producteur : Hal Davis
• Arrangements : David Blumberg
• Arrangements vocaux : Willie Hutch

## Single
Face A : Got To Be There (mono single version) / 3'22
Face B : Maria (You Were The Only One) (mono single version) / 3'40
Sortie chez Motown Records : USA, 7 octobre 1971 (réf. M 1191F) / UK, janvier 1972 (réf. TMG 797)
Classements : USA R&B #4, Pop #4 / UK #5